# Temnocerus cubensis
Temnocerus cubensis is een keversoort uit de familie Rhynchitidae. De wetenschappelijke naam van de soort is voor het eerst geldig gepubliceerd in 2006 door Legalov.